# Ałłajar Dosnazarow
Ałłajar Korazowicz Dosnazarow (ros. Аллаяр Кoразович Досназаров, ur. 1896 w aule nr 10 w obwodzie syrdaryjskim, zm. 8 grudnia 1937 w Leningradzie) – radziecki polityk narodowości karakałpackiej.

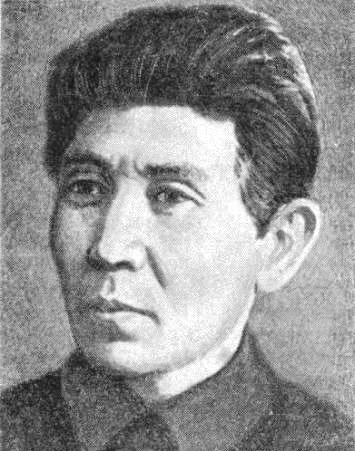
Ałłajar Dosnazarow

## Życiorys
Od grudnia 1918 w RKP(b), 1918-1921 żołnierz Armii Czerwonej, uczestnik walk z basmaczami, 1921-1922 studiował na Komunistycznym Uniwersytecie Pracujących Wschodu. Od 1922 sekretarz odpowiedzialny Komitetu Powiatowego Komunistycznej Partii (bolszewików) Turkiestanu w Kungradzie, potem do 1924 kierownik Wydziału Propagandy i Agitacji Powiatowego Miejskiego Komitetu KP(b)T w Czimbaju, 1924 przewodniczący Komisji Kontrolnej Amu-Darskiego Komitetu Obwodowego KP(b)T. Od października 1924 do czerwca 1925 sekretarz odpowiedzialny Biura Organizacyjnego RKP(b) na Karakałpacki Obwód Autonomiczny, do 1926 komisarz Zarządu Milicji Robotniczo-Chłopskiej Karakałpackiego Obwodowego Oddziału GPU, 1930-1931 członek Kolegium Ludowego Komisariatu Inspekcji Robotniczo-Chłopskiej Baszkirskiej ASRR, 1931-1935 zastępca zarządu trustu metalurgicznego w Moskwie.
15 stycznia 1935 aresztowany, 8 kwietnia 1935 skazany na 10 lat pozbawienia wolności, 10 listopada 1937 karę zamieniono na wyrok śmierci przez rozstrzelanie, wykonany 8 grudnia 1937 w Leningradzie.